# Omuthiya
Omuthiya è un centro abitato della Namibia, situato nella Regione di Oshikoto.